# Aselliscus
Aselliscus és un gènere de ratpenats de la família dels hiposidèrids, que es compon de tres espècies.

## Taxonomia
- A. dongbacanus
- Ratpenat trident de Stoliczka (A. stoliczkanus)
- Ratpenat trident de Temminck (A. tricuspidatus)